# Guy Theunis
Guy Theunis je katolický kněz, souzený ve Rwandě za to, že ve zpravodaji „Dialogue“, kde působil jako jeden z redaktorů, zveřejňoval články, jež propagovaly vraždy osob z kmene Tutsi.
Belgický občan Guy Theunis působil ve Rwandě jako misionář mezi lety 1970 a 1994. Angažoval se v obraně lidských práv a byl jako svědek předvoláván mezinárodními soudy posuzující obvinění z genocidy. Veřejně odsuzoval pasivitu Belgie, Francie a Rady bezpečnosti OSN, že nepřijaly žádná opatření, která by předešla genocidě.
Guy Theunis byl zatčen 6. září 2005 na letišti ve rwandském hlavním městě Kigali při přestupu na letadlo do Bruselu, když se vracel z Demokratické republiky Kongo. Místní prokurátor jej podezírá ze spoluúčasti na genocidě v roce 1994. Není obviněn z přímé účasti, ale za podněcování nenávisti mezi kmeny Hutu a Tutsi pomocí článků v časopise Dialogue. Články měly pocházet z extrémistického časopisu Kangura, jehož šéfredaktor Hassan Ngeze byl soudním tribunálem OSN odsouzen k doživotnímu odnětí svobody. Guy Theunis se brání, že zmíněné články byly součástí přehledu tisku a měly zahraničí informovat o tom, co se ve Rwandě děje. Stal se prvním cizincem, který byl postaven před lidový soud „gacaca“, které mají zkoumat případy genocidy v roce 1994. Lidový soud však záležitost předal řádnému soudu s tím, že jde o případ osoby, jež se podílela na přípravě genocidy jako její organizátor, a tudíž se na ni nevztahuje pravomoc vesnického soudu gacaca, nýbrž řádné justice.